# Corte musical de los duques de Medina Sidonia
Los duques de Medina Sidonia patrocinaron una extraordinaria corte musical en Sevilla y Sanlúcar de Barrameda (Cádiz). Entre 1445 y 1615 sirvieron en la corte ducal más de cuatrocientos músicos nacionales e internacionales. Entre ellos figuran compositores como Pedro Guerrero, Luys de Narváez, Alexandro de la Serna y Cipriano de Soto. 
Entre las fuentes musicales asociadas a los duques de Medina Sidonia podría estar el Cancionero Musical de la Colombina, cuyo compositor predominante, Juan de Triana, mantuvo contactos con la corte ducal.
Fueron maestros de capilla de la corte ducal: Pedro de Trigueros (1529-1565), Sebastián Vázquez (1565-1573/ 1576-1580) y Andrés de Villalar (1573-1576).